# 419P/PANSTARRS
419P/PANSTARRS è una cometa periodica appartenente alla famiglia delle comete della fascia principale. La cometa è stata scoperta il 21 marzo 2015 , la sua riscoperta il 13 gennaio 2021 ha permesso di numerarla . L'unica nota di rilievo che presenta questa cometa è di avere una MOID col pianeta Giove inferiore a 0,5 U.A.